# 弗朗索瓦·格里馬爾迪
弗朗索瓦·格里馬爾迪（法語：François Grimaldi；？—1309年）是熱那亞共和國的歸爾甫派領袖，他在1297年1月8日成功帶領部下佔領佔領摩納哥岩堡壘，建立格里馬爾迪王朝統治摩納哥地區。